# Stay (chanson de David Bowie)
Pour les articles homonymes, voir Stay.
Singles de David Bowie
TVC 15
(avril 1976) Suffragette City
(juillet 1976)
Pistes de Station to Station
TVC 15
(4) Wild Is the Wind
(6)
Stay est une chanson écrite, composée et interprétée par David Bowie. Elle est sortie en janvier 1976 sur l'album Station to Station.

## Histoire
La chanson est construite autour d'un riff du guitariste rythmique Carlos Alomar, tandis que la séquence d'accords est identique à celle de John, I'm Only Dancing (Again), une chute des séances d'enregistrement de l'album Young Americans (1975). Son style funk et chaloupé est caractéristique du mélange de rock et de musique d'inspiration afro-américaine qui prédomine dans ce précédent album. Le texte évoque le doute et les incertitudes inhérents à une conquête amoureuse et Bowie se montre « plus anxieux, plus vulnérable que dans aucune autre chanson à ce jour » selon son biographe David Buckley.
Une version abrégée de Stay est éditée en 45 tours aux États-Unis en juillet 1976, avec Word on a Wing en face B. Ce single ne se classe pas au hit-parade. Cette version abrégée est reprise sur l'album Christiane F., bande originale du film de 1981  Moi, Christiane F., 13 ans, droguée, prostituée…
Toujours en juillet 1976, la chanson (sous sa forme complète) a également servi de face B à la parution en single de Suffragette City pour promouvoir la compilation ChangesOneBowie. Ce single échoue lui aussi à se classer dans les meilleures ventes.
Bowie interprète Stay en public pour la première fois le 3 janvier 1976 dans l'émission de télévision américaine Dinah! (en), présentée par Dinah Shore. Elle fait partie du répertoire scénique des tournées Isolar (1976), Isolar II (1978), Serious Moonlight (1983), Sound+Vision (1990), Earthling (1997), 1999-2000 et Heathen (2002). Elle apparaît ainsi sur les albums live Stage (dans sa réédition de 2005), Live Nassau Coliseum '76 et Welcome to the Blackout (Live London '78). Une version enregistrée pour la BBC le 27 juin 2000 figure sur l'édition de luxe de l'album Bowie at the Beeb.

## Musiciens
- David Bowie : chant, Minimoog, Mellotron
- Carlos Alomar : guitare rythmique
- Earl Slick : guitare électrique
- George Murray : basse
- Dennis Davis : batterie
- Warren Peace : percussions, chœurs